# Gonzalo Bazán
Gonzalo Ismael Bazán (La Rioja, 5 maggio 1989) è un ex calciatore argentino, di ruolo centrocampista.

## Caratteristiche tecniche
La velocità in progressione e la spiccata abilità nel saltare l'uomo, palla al piede, ne costituiscono i principali punti di forza, grazie anche al suo fisico brevilineo.

## Carriera

### Club

#### Giovanili ed esordio al San Lorenzo e il prestito all'Independiente Rivadavia

##### Stagione 2008-2009 e 2009-2010
Inizia la sua carriera da calciatore nel 2003, quando viene acquistato dal San Lorenzo, per militare nelle varie diviosioni giovanili del Ciclón. Dopo sei anni di militanza trascorsi con la formazione primavera, arriva il suo debutto tra i professionisti: il 4 luglio 2009, in occasione della partita di campionato giocata contro l'Argentinos Juniors, subentra al 78' sostituendo Aureliano Torres, suo compagno di squadra in quella stagione. Conclude la sua prima stagione, con la maglia rossoblu, con una sola presenza all'attivo.

##### Stagione 2010-2011
Alla sua seconda stagione totalizza solo 10 presenze in prima squadra, partendo principalmente dalla panchina, e in quella stagione ottiene la sua prima ammonizione in carriera, rimandiata nel match contro il Colón. Durante la stagione calcistica 2010-2011 viene spedito in prestito, fino al termine della stagione, all'Independiente Rivadavia, club di Mendoza militante in Primeira B Nacional: in 18 partite giocate segna la sua prima rete, da calciatore professionista, il 4 giugno 2011 in occasione della partita, vinta con il risultato di 3 a 0, contro il Patronato.

##### Stagione 2011-2012
Una volta concluso il prestito con il club di Mendoza, Bazán ritorna a militare tra le file del San Lorenzo per guadagnarsi un posto fisso in prima squadra.